# 광주광역시의 시내버스
광주광역시의 시내버스는 광주광역시와 서구, 광산구청에서 관리하고 각 운수 회사에서 운행하며, 2006년 12월 21일부터 준공영제와 무료환승제가 시행되고 있다.
2022년, 현재 급행버스는 7개의 노선이있다., 간선버스는 28개 노선, 지선버스는 61개 노선, 공영버스는 3개 노선, 마을버스는 광산구에 4개 노선, 서구에 2개 노선, 북구에 3개 노선, 남구에 3개 노선이 운행중이다.

## 역사
- 1954년 9월 23일 : 천일버스[3]·삼양시내버스[4] 설립
- 1966년 1월 20일 : 대창운수 설립
- 1966년 3월 3일 : 현대교통 설립
- 1974년 10월 7일 : 광주시내버스 공동운수협정 인가(5개 업체, 41개 노선, 494대)[5]
- 1980년 3월 3일 : 동양운수[6] 설립
- 1985년 6월 5일 : 대진운수 설립
- 1987년 2월 28일 : 삼아교통 설립
- 1989년 2월 28일 : 동화운수 설립
- 1992년 6월 1일 : 대광시내버스[7] 설립
- 1995년 6월 30일 : 광주시내버스[8] 나주시내까지 연장 운행
- 1997년 7월 1일 : 시내버스 번호체계 개편. 모든 노선번호를 출발지-경유도로-도착지의 3자리수로 바꿈.
- 1998년 10월 1일 : 시내버스 번호체계 환원
- 2001년 6월 8일 : 천연가스버스 도입[9]
- 2003년 6월 1일 : 좌석버스 고급화[10]
- 2004년 10월 10일 : 노선개편과 무료환승 시행
- 2004년 10월 29일 : 대원시내버스 설립
- 2005년 2월 6일 : 저상버스 도입
- 2006년 12월 21일 : 준공영제 실시와 노선별 고정배차 실시 등을 주요 내용으로 하는 노선개편 실시와 무료환승 확대[11]
- 2007년 2월 8일 : 2차 노선 조정
- 2009년 1월 1일 : 삼양시내버스 순천교통에 매각, 을로운수 설립[12]
- 2009년 11월 5일 : 동양운수에서 세영운수로 사명 변경
- 2009년 12월 14일: 대광시내버스에서 라정시내버스로 사명 변경
- 2012년 9월 1일 : 현대교통이 을로운수에 인수, 계열사 편입[13]
- 2014년 7월 29일 : 삼아교통이 현대교통 차고지 병합과 동시에 인수, 계열사 편입[14]
- 2017년 1월 26일 : 천일버스에서 삼원운수로 사명 변경

## 노선

정류소

### 번호체계
- 광주광역시의 버스 번호 체계는 생활권명과 2~3자리의 숫자로 구성되어 있다.
- 경기·부산·대구에서 급행버스가 좌석버스로 운영되는 데 반하여, 광주광역시는 좌석02번 1개 노선을 제외하고는 대전처럼 도시형버스로 급행버스를 운영한다.

- 생활권명 + (시외/공영구분) + 권역번호 + 일련번호
- 급행간선노선(01~09) : 지하철처럼 주요지점만 경유하면서 신속하게 이동
- 간선노선 (10~49) : 지역별 대생활권 연결
- 지선노선 : 지역내 생활권과 통학권을 연결
  - (50~99) : 광주광역시내 운행
  - (100~199) : 시계외 운행 노선
  - (200~299) : 완전공영노선[15]
  - 228, 419, 518, 1187, 1187-1 : 특수노선. 생활권명이 붙지 않는다.[16]
- 간선과 지선노선의 구분은 여기서는 광주광역시 버스운행정보를 기준으로 분류한다. 이 때 공영노선 및 특수노선은 지선노선에 속한다.
- 좌석버스의 경우 무등산국립공원에서 광주역, 유스퀘어, 광주광역시청, 광주송정역을 거쳐 도산동과 나주 혁신도시까지 운행하는 좌석02번 노선 한 개만이 존재한다.[17]

### 노선 목록
| 구분     | 노선 |
| -------- | --- |
| 좌석     | 좌석02 |
| 급행     | 순환01 · 수완03 · 매월06 · 진월07 · 첨단09 |
| 간선     | 일곡10 · 수완12 · 선운14 · 지원15 · 매월16 · 진월17 · 문흥18 · 송정19 · 첨단22 · 첨단23 · 지원25 · 매월26 · 봉선27 · 일곡28 · 송정29 · 첨단30 · 송암31 · 금호36 · 봉선37 · 일곡38 · 문흥39 · 지원45 · 금호46 · 송암47 · 운림50 · 운림51 · 운림54 · 금남58 · 첨단95 · 송정98 |
| 지선     | 첨단20 · 송정33 · 운림35 · 첨단40 · 수완49 · 지원52 · 문흥53 · 금남55 · 지원56 · 금남57 · 금남59 · 양산60 · 매월61 · 상무62 · 상무63 · 상무64 · 유덕65 · 송암68 · 대촌69 · 대촌70 · 대촌71 · 송암72 · 송암73 · 송암74 · 진월75 · 봉선76 · 진월77 · 진월78 · 진월79 · 문흥80 · 두암81 · 용봉83 · 용전84 · 용전85 · 용전86 · 석곡87 · 임곡89 · 임곡90 · 임곡91 · 첨단92 · 송정93 · 첨단94 · 송정96 · 송정97 · 송정99 · 송정100 · 선운101 · 지원152 · 대촌170 · 진월177 · 두암181 · 용전184 · 충효187 · 충효188 · 첨단192 · 첨단193 · 진곡196 · 송정197 · 대촌270 · 임곡290 · 송정296 · 228 · 419 · 518 · 1187 · 1187-1 |
| 시티투어 | 광주시티투어버스 |
| 마을     | 700 · 701 · 713 • 714 • 715 · 720 · 720-1 · 760 · 763 · 777 · 788 · 799 |

### 인접 시·군 노선
| 지역 | 노선                                                        |
| ---- | ----------------------------------------------------------- |
| 나주 | 160· 1160· 600번대· 999· 999-1                              |
| 담양 | 농어촌(225 · 303) · 좌석(311 · 322)                         |
| 장성 | 100 · 101 · 102 · 103 · 104 · 106 · 107                     |
| 화순 | 200 · 200-1 · 216 · 217 · 217-1 · 218 · 218-1 · 318 · 318-1 |
| 함평 | 500                                                         |

## 운임
광주광역시의 시내버스는 준공영제 실시와 동시에 좌석버스 제도가 좌석02번을 제외하고 모두 폐지되어 도시형버스로 운영된다. 그래서 운임은 버스 등급에 따라 차이가 없다. 승차권은 2008년 1월 1일부로 발매가 중단되었으며, 같은 해 6월 30일까지만 사용할 수 있었다. 또는 아직도 승차권을 가지고 있을 경우에는 광주광역시 버스운송사업조합으로 문의하면 환불받을 수 있다.
공항버스 1000번은 어린이요금이 없고, 어린이도 청소년요금을 지불하여야 한다.

### 시계외 운임
광주광역시 경계선을 넘을 때부터 추가운임을 받으며, 이전에는 광주 시계외권으로 갈 때는 구간운임제로 운행하였으나 2006년 12월 21일부터 거리비례제로 변경하여 운행한다. 시계외 운임은 광주광역시 경계부터 2km당 성인은 140원, 청소년 및 초등생은 71.4원씩 추가된다.

### 교통카드
광주광역시의 시내버스는 2004년 10월 10일부터 교통카드를 사용할 수 있게 되었다. 교통카드를 이용하는 경우 현금을 먼저 충전한 뒤에 사용하는 선불제 교통카드와 이용한 뒤 운임을 정산하는 후불제 교통카드를 모두 이용할 수 있다. 또한 타 지역에서 사용되는 교통카드도 일부 사용이 가능하다.
- 선불 교통카드는 광주광역시에서 충전과 사용이 가능한 마이비카드의 한 종류인 빛고을카드, 한페이카드, 캐시비카드, 티머니카드, 레일플러스카드, 원패스카드를 사용할 수 있다. 초기에는 마이비카드 중에서도 광주광역시에서만 사용할 수 있는 빛고을카드만 가능하였으며, 다른 지역 마이비카드와 캐시비카드는 사용할 수 없었다. 그러나 광주은행과 롯데정보통신 합작으로 전국호환 교통카드 규격을 개발하여 2011년 한페이카드를 도입하였고, 2013년 7월 19일 광주광역시와 전라남도간 상호 광역 환승제를 도입하게 되면서 캐시비를 사용할 수 있게 되었으며, 2014년 코레일의 레일플러스와 대구의 원패스카드를 이용할 수 있게 되었다. 티머니는 2016년 1월 30일부터 이용할 수 있다.
- 후불 교통카드는 광주은행, KB, 농협, 롯데, BC, 삼성, 신한, 외환, 하나, 현대카드가 사용된다.
- 교통카드를 사용하여 요금 지불 시 성인은 "감사합니다", 청소년은 "반갑습니다", 어린이는 "안녕하세요"라는 멘트가 나온다.

### 환승제도
광주광역시의 시내버스 환승제도는 2004년 10월 10일에 최초로 도입되었다. 도입 당시에는 최초 승차 후 1시간 이내에 환승할 경우 무임으로 환승이 가능, 횟수 제한은 1회였으나 마을버스, 광주 도시철도와는 환승이 불가능하였다. 그 후 2006년 12월 21일부터 마을버스 및 광주 도시철도에도 환승이 가능하게 되었으며, 환승횟수 제한 없음으로 변경되었다. 하지만 이 환승제도는 광주광역시 차적의 시내버스 노선과 광주 도시철도만 해당되었으며 광주광역시 지역을 운행하는 전라남도 차적의 타 지역 시내버스는 환승할 수 없었고, 승차 후 1시간 이내에 환승해야 했기 때문에 장시간 시내버스를 이용할 경우에는 환승혜택을 받을 수 없다는 문제점이 있었다.
2013년 7월 19일부터 광주광역시와 인근 전라남도 지역 광역환승할인제를 시행하게 되면서 환승 방식이 최초 승차 1시간 이내에서 최초 하차 후 30분 이내로 변경되었다. 또한 범위도 인근 전라남도의 시내버스 및 농어촌버스가 포함되어 이들 버스 노선도 환승할인 혜택을 받게 되었다. 새로 시행된 광역환승할인제를 이용할 때 다음 사항을 주의하여야 한다.
1. 환승은 교통카드를 사용하는 경우에만 가능하다.
2. 기존 광주광역시 차적 시내버스와 광주 도시철도, 광주광역시의 마을버스 간 환승은 시내환승이 되어 횟수 제한이 없으며, 무임 환승이 그대로 적용된다.
3. 광주광역시 차적 시내버스와 마을버스, 광주 도시철도와 인근 전라남도 지역의 시내버스·농어촌버스 간 환승 시 광역환승이 되어 1회만 환승 할인이 가능하다.
4. 광역환승할 경우 운임이 50% 할인되어 성인은 630원, 청소년은 400원, 초등생은 200원이 지불된다.
5. 광역환승 및 시내환승을 할 때는 반드시 내리기 전에 하차단말기에 교통카드를 찍어야 한다.
6. 광주광역시 차적 시내버스와 마을버스를 이용하고 최종으로 내려 환승하지 않을 때는 하차단말기에 교통카드를 찍지 않아도 된다.
7. 시계외운임은 환승할인 대상이 아니므로 추가운임은 별도로 지불해야 한다.
8. 출발지와 목적지가 모두 광주광역시 시 경계 내일 때는 전라남도 농어촌버스와 광역환승이 불가능하여 새로 운임을 지불하게 된다.
9. 이용하는 교통수단 간의 기본운임 차이가 날 경우 이용하는 교통수단 중 가장 높은 운임을 기본운임이 지불된다.
10. 광역환승 후 버스에서 내릴 때 교통카드를 찍지 않고 내릴 경우 할인받았던 운임이 페널티 운임이 되어 다음 승차 시 추가로 지불하게 된다.

## 운영 업체
2016년 5월 기준이다.
| 운행업체     | 면허 대수 | 면허 대수 | 면허 대수  | 면허 대수 | 주소                    | 면허 일자        |
| ------------ | --------- | --------- | ---------- | --------- | ----------------------- | ---------------- |
| 운행업체     | 대수 합계 | 시내버스  | 농어촌버스 | 시외버스  | 주소                    | 면허 일자        |
| 대원버스     | 67        | 67        | -          | -         | 서구 유덕로51번길 6     | 2004년 10월 29일 |
| 대진운수     | 55        | 55        | -          | -         | 북구 하서로 768         | 1985년 6월 5일   |
| 대창운수     | 334       | 334       | -          | -         | 북구 첨단과기로 240     | 1966년 1월 20일  |
| 동화운수     | 70        | 70        | -          | -         | 동구 남문로 333         | 1989년 2월 28일  |
| 라정버스     | 55        | 55        | -          | -         | 광산구 평동산단외로 185 | 1992년 6월 1일   |
| 삼아교통     | 53        | 53        | -          | -         | 광산구 동곡로 411-7     | 1987년 2월 28일  |
| 세영운수     | 75        | 75        | -          | -         | 남구 송암로98번길 11    | 1980년 3월 3일   |
| 을로운수     | 185       | 185       | -          | -         | 남구 송암로24번나길 12  | 1954년 9월 23일  |
| 삼원운수     | 60        | 60        | -          | -         | 북구 불태3로 3          | 1954년 9월 23일  |
| 현대교통     | 82        | 82        | -          | -         | 광산구 동곡로 411-7     | 1966년 3월 3일   |
| 총 10개 업체 | 998       | 998       |            |           |                         |                  |